# Chiesa di Notre-Dame-de-Lorette
La chiesa di Nostra Signora di Loreto (in francese: église Notre-Dame-de-Lorette) è un luogo di culto cattolico di Parigi, situato in rue de Châteaudun, nel IX arrondissement; su di esso insiste l'omonima parrocchia appartenente all'arcidiocesi di Parigi.
La chiesa si trova nei pressi delle stazioni della metropolitana di Parigi Le Peletier (linea ) e Notre-Dame-de-Lorette (linea ).

## Storia
Una prima cappella dedicata a Nostra Signora di Loreto nel quartiere di Montmartre, nell'area dell'antico castello dei Porcherons, venne edificata nel 1645 e, l'anno successivo, divenne sede dell'omonima confraternita. Originariamente dipendente dalla parrocchia di Saint-Pierre-de-Montmartre, divenne parrocchia autonoma nel 1791; tuttavia già nel 1793 venne sconsacrata e nel 1796 venduta a privati che la demolirono quasi integralmente: nel 1822 rimanevano soltanto la facciata e le mura perimetrali, che costituivano un cul-de-sac nel quale si trovava una baraccopoli. Dopo la fine della rivoluzione francese, la cappella di Saint-Jean-Porte-Latine, costruita nel 1780 e già dipendente da Saint-Eustache, divenne la nuova sede della parrocchia di Notre-Dame-de-Lorette.
Presto la nuova sistemazione si rivelò insufficiente per le necessità della popolazione della zona, in continuo aumento; nel 1822 il comune di Parigi diede al parroco François Leclair l'autorizzazione per la costruzione di un più grande luogo di culto e l'anno successivo venne indetto il concorso, cui parteciparono dieci importanti architetti dell'epoca; fra di essi, solo Louis-Hippolyte Lebas fu capace di presentare un progetto valido: il terreno su cui sarebbe sorto l'edificio, infatti, era instabile e l'unico capace di progettarne uno su palafitta fu Lebas. La prima pietra venne posata il 25 agosto 1823 e i lavori, cominciati immediatamente, si protrassero fino al 1836; al loro termine venne demolita la cappella di Saint-Jean-Porte-Latine per far spazio al nuovo edificio delle scuole comunali. La nuova chiesa venne dedicata il 15 dicembre 1836 dall'arcivescovo di Parigi Hyacinthe-Louis de Quélen; il giorno prima aveva ricevuto la visita del re dei Francesi Luigi Filippo. Durante la Comune di Parigi del 1871 la chiesa fu saccheggiata dalla guardia nazionale, che la chiuse al culto e vi implementò dapprima una sua caserma, poi una prigione.
Il 28 dicembre 1984 la chiesa è stata dichiarata monumento storico di Francia.

## Descrizione

### Architettura

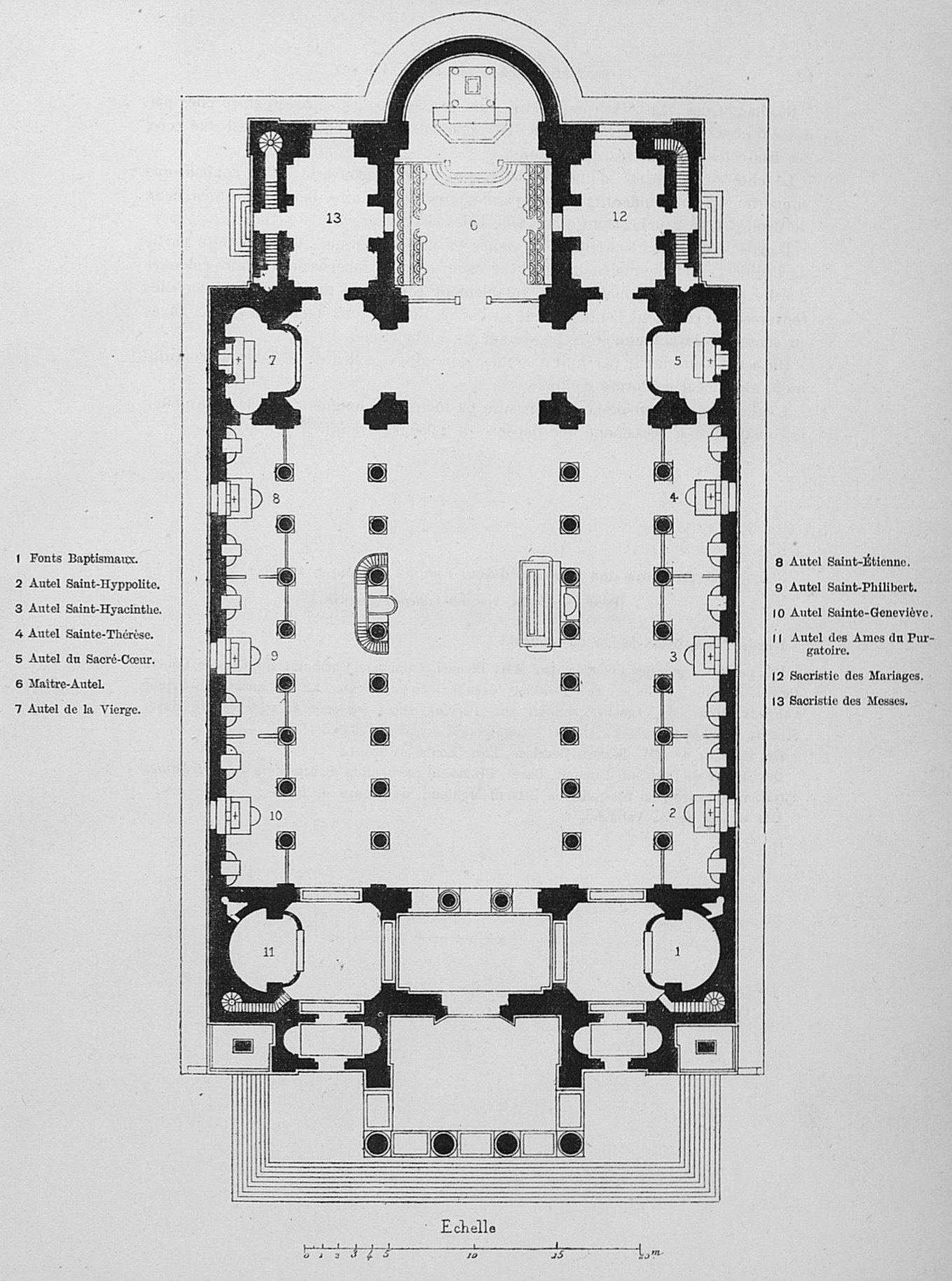
Pianta

Negli anni 1820, in Francia sorsero diverse nuove chiese come rilettura delle grandi basiliche paleocristiane della città di Roma: Notre-Dame-de-Lorette a Parigi, di Louis-Hippolyte Lebas, che divenne modello; Saint-Jean-Baptiste a Saint-Jean-de-Bonneval, di Martin-Pierre Gauthier (1826-1830); Saint-Denys-du-Saint-Sacrement a Parigi, di Étienne-Hippolyte Godde (1826-1835); Saint-Vincent-de-Paul a Parigi (, di Jean-Baptiste Lepère e Jakob Ignaz Hittorff (1830-1844); Saint-Lazare a Marsiglia, di Pascal Coste (1833-1838); Saint-Jacques de l'Houmeau ad Angoulême, di Paul Abadie sr. (1840-1843). Tale interesse per l'architettura dei primi secoli del cristianesimo è riconducibile a quanto scritto in merito da Antoine Chrysostome Quatremère de Quincy nel suo Dictionnaire historique d'architecture (1832). Nello specifico, Notre-Dame-de-Lorette è internamente ispirata a Santa Maria Maggiore e a San Paolo fuori le Mura, secondo i rimaneggiamenti barocchi che videro l'aggiunta di un soffitto a cassettoni. All'esterno, la facciata corinzia è un richiamo all'architettura classica romana. La chiesa fu oggetto di aspre critiche: per la sua architettura, accostata a quella pagana; per la fastosa decorazione interna con pitture e dorature, considerata anacronistica.
L'edificio presenta una struttura a cinque navate separate da quattro file di otto colonne ioniche ciascuna, senza transetto ma con un profondo coro terminante con un'abside semicircolare.
Di seguito le principali misure della chiesa:
| Parametro                             | Misura |
| ------------------------------------- | ------ |
| Lunghezza                             | 70 m   |
| Larghezza                             | 32 m   |
| Altezza interna della cupola del coro | 19 m   |

### Esterno

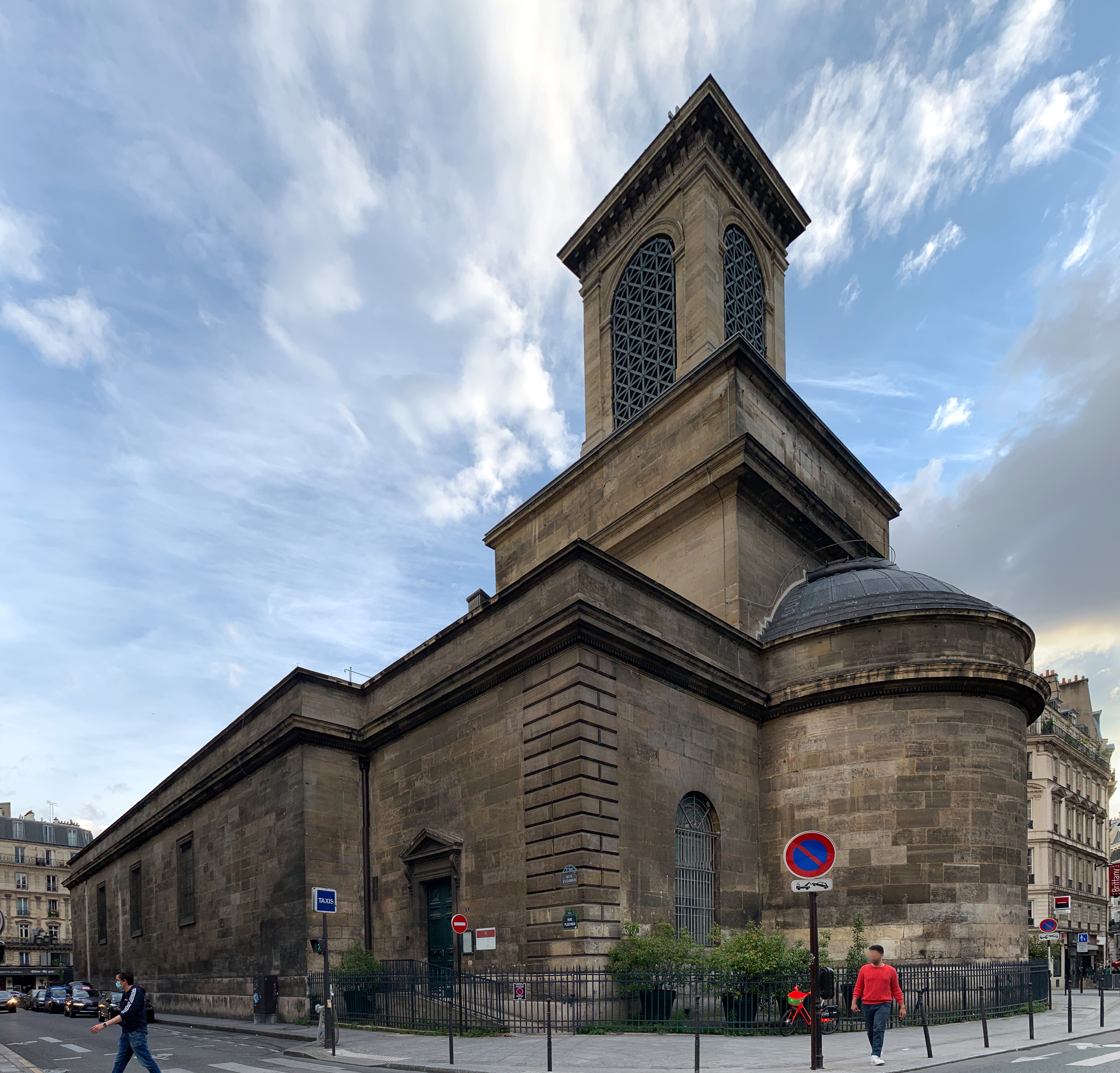
Abside e campanile

L'area sulla quale sorge la chiesa è costituita da un rettangolo compreso tra rue Bourdaloue, rue Saint-Lazare, rue Fléchier e rue de Châteaudun. Su quest'ultima prospetta la facciata neoclassica, che segue lo schema della facciata della chiesa di Saint-Philippe-du-Roule, risalente al 1784: corpo centrale corrispondente alla navata maggiore preceduto da ampio protiro e affiancato da due corpi più bassi con una porta per lato.
Il protiro è sorretto da quattro colonne lisce con capitelli corinzi e, all'interno del timpano triangolare, un frontone scolpito ad altorilievo raffigurante Sei angeli rendono omaggio alla Madonna, opera di Charles-François Nanteuil-Lebœuf (1830). Sopra il timpano vi sono tre statue coeve raffiguranti le tre virtù teologali: la Carità (al centro, di Charles-René Laitié, la Speranza (a sinistra, di Denis Foyatier) e la Fede (a destra, anch'essa di Denis Foyatier).
Le pareti laterali e posteriore sono prive di qualunque decorazione e presentano un semplice paramento murario in blocchi squadrati di pietra. In corrispondenza della cupola del coro, invisibile dall'esterno, si innesta nel tetto della navata centrale il campanile a base quadrangolare, con bassa copertura piramidale e cella campanaria che si apre su ciascuno dei lati con un finestrone ad arco a tutto sesto.

### Interno

#### Vestibolo e navate

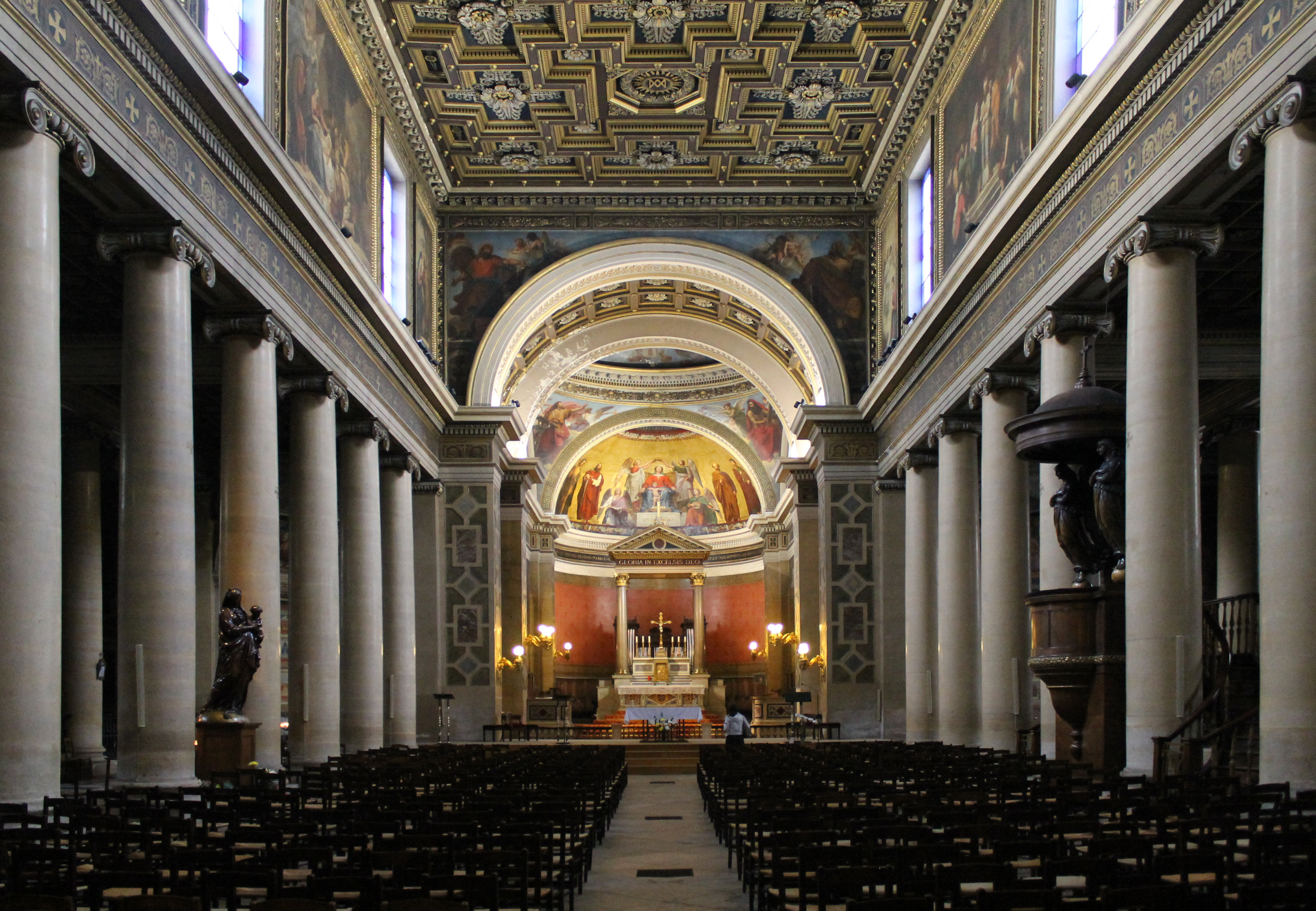
Interno

L'aula è introdotta dal vestibolo, che si compone orizzontalmente di tre campate corrispondenti alle tre navate centrali. All'inizio di ciascuna delle due navate laterali, vi è una cappella a pianta cruciforme coperta con cupoletta priva di tamburo. In quella vi è il fonte battesimale bronzeo (1836), opera di Francisque Joseph Duret, sormontato da una statua raffigurante San Giovanni Battista, dello stesso autore; gli affreschi sono di Adolphe Roger (1833) e, quelli dell'abside, raffigurano il Peccato di Adamo (a sinistra), il Battesimo di Cristo (al centro), la Cacciata dal Paradiso terrestre (a destra) e la Trinità che incorona la Vergine Maria (nel catino). La cappella speculare, dedicata alle anime del Purgatorio, è stata affrescata nel 1836 da Merry-Joseph Blondel con la Deposizione di Gesù nel sepolcro (al centro), San Paolo (a sinistra), San Pietro (a destra) e l'Ascensione (nel catino).
La navata centrale è riccamente decorata con dipinti raffiguranti Scene della vita di Maria ispirate in parte ai vangeli apocrifi ed intervallate alle finestre di forma rettangolare; le tele, commissionate tutte nel 1833, raffigurano: a destra a partire dalla controfacciata, la Nascita della Vergine (di Raymond-Auguste Monvoisin), la Presentazione di Maria al Tempio (di Auguste Vichon), il Matrimonio di Giuseppe e Maria (di Jérôme-Martin Langlois), l'Annunciazione (di François Dubois); a sinistra a partire dall'arco trionfale, la Visitazione (di Amable-Paul Coutan), l'Adorazione dei pastori (di Nicolas-Auguste Hesse), l'Adorazione dei Magi (di Jean-Pierre Granger) e l'Assunzione (di François-Louis Dejuinne). Il pulpito ligneo (situato a pavimento tra la quarta e la quinta colonna di destra) e l'antistante Statua della Madonna (1833) sono opera di Jean-Jacques Elshoëcht. Il soffitto è a cassettoni su fondo blu dorati di diverse dimensioni, con decorazioni interne a rilievo: alcuni sono quadrati o rettangolari (con rose), altri cruciformi (con rose e palmette), altri ancora ottagonali (con il monogramma mariano).

#### Cappelle laterali

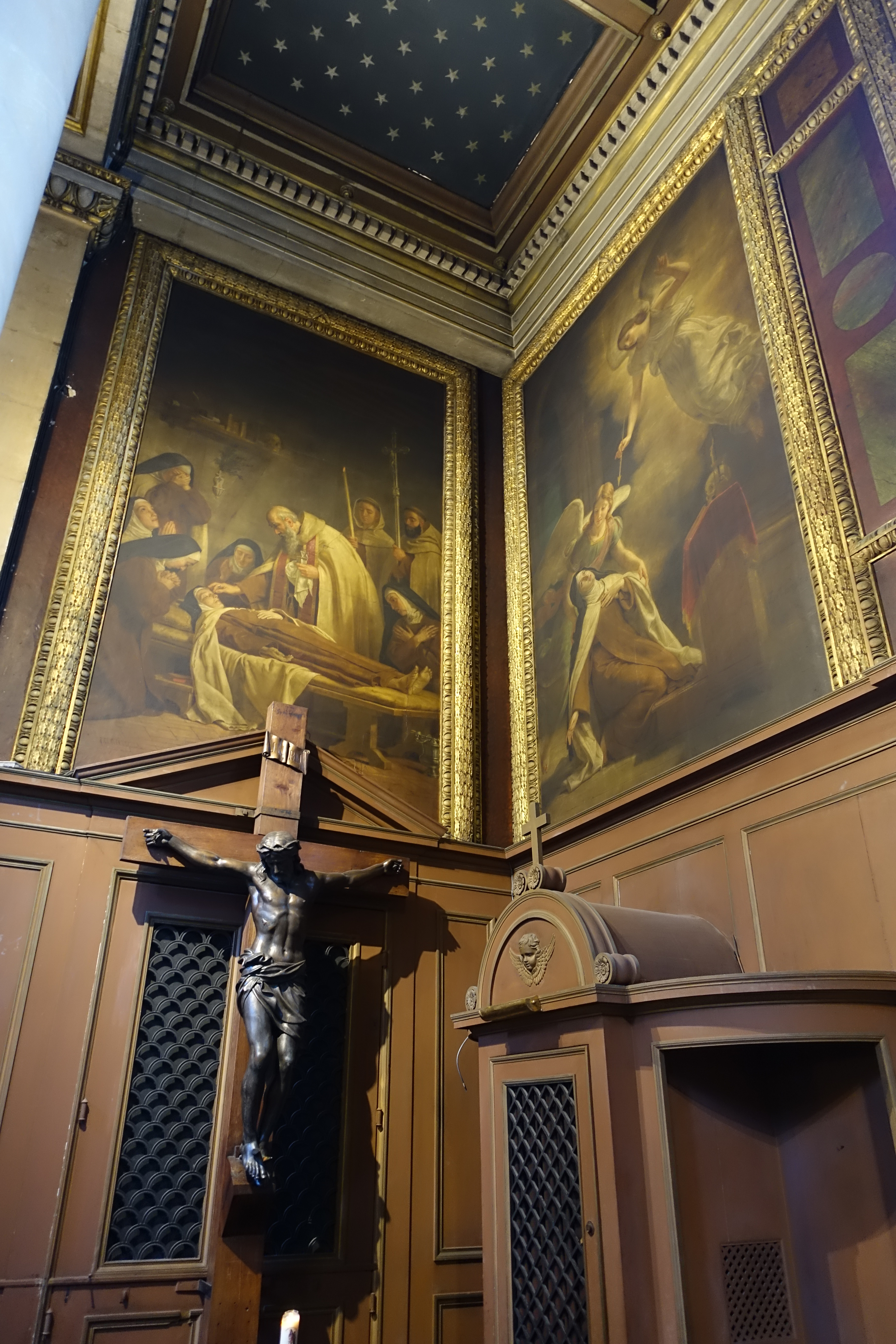
Affreschi di Jérôme-Marie Langlois con l'Estasi di santa Teresa e la Morte di Santa Teresa nella cappella di Santa Teresa

Le due navate laterali interne terminano con altrettante cappelle a croce greca, i cui altari sono orientati verso il sottarco, coperto con volta a botte cassettonata, che unisce la navata maggiore al coro. Quella di sinistra, detta del matrimonio, è dedicata alla Madonna e, sopra l'altare, vi è la statua marmorea dell'Vergine Immacolata di August-Alexandre Dumont (1873); gli affreschi, di Jacques-Andé-Victor Orsel, raffigurano Santi e le Litanie lauretane; sul lato opposto, vi è la cappella del Sacro Cuore di Gesù (già del Santissimo Sacramento): il Sacro Cuore è rappresentato nella statua sopra l'altare di Antoine Desbœufs (1836) mentre gli affreschi di Alphonse Périn rappresentano Scene della vita di Cristo e Virtù.
Le due navate esterne sono suddivise in cappelle laterali (ciascuna corrispondente a tre campate) da bassi tramezzi. La prima di sinistra è dedicata a santa Genoveffa ed ospita sull'altare una tela della titolare di H. Dehérain (1836) e sulla parete, ai lati della finestra, due affreschi di Eugène Devéria (1836) raffiguranti Santa Genoveffa ridona la vista alla madre (a sinistra) e l'Apoteosi di Santa Genoveffa (a destra); segue la cappella di San Filiberto, raffigurato in una tela sopra l'altare di Louis-Jules Etex (1835), con gli affreschi San Filiberto consegna un prigioniero (a sinistra) e San Filiberto soccorre una famiglia di viaggiatori (a destra); la terza cappella è quella di Santo Stefano, con sull'altare una tela di Eugéne Goyet (1836) e sulla parete due affreschi Charles-Émile-Callande de Champmartin (1836) Santo Stefano visita un'inferma (a sinistra) e il Martirio di Santo Stefano (a destra). La prima cappella di destra è dedicata a sant'Ippolito, raffigurato nella tela dell'altare di Jean-Louis Bézard (1835), ed ospita due affreschi del 1836 di Nicolas-Auguste Hesse Battesimo di Sant'Ippolito (a sinistra) e Martirio di Sant'Ippolito (a destra); vi è poi la cappella di San Giuseppe, già di San Giacinto, con statua marmorea di San Giuseppe col Bambino sull'altare e, ai lati della finestra, due affreschi del 1836 di Charles-Henri-Alfred Johannot San Giacinto resuscita un giovane annegato (a sinistra) e San Giacinto porta la Comunione (a destra); l'ultima cappella è dedicata a santa Teresa d'Ávila ed ospita sull'altare una tela di Henri Decaisne raffigurante la titolare (1836) e sulle pareti tre coevi affreschi di Jérôme-Marie Langlois raffiguranti (da destra a sinistra) l'Apparizione della Madonna a santa Teresa, l'Estasi di santa Teresa e la Morte di Santa Teresa.

#### Coro e abside

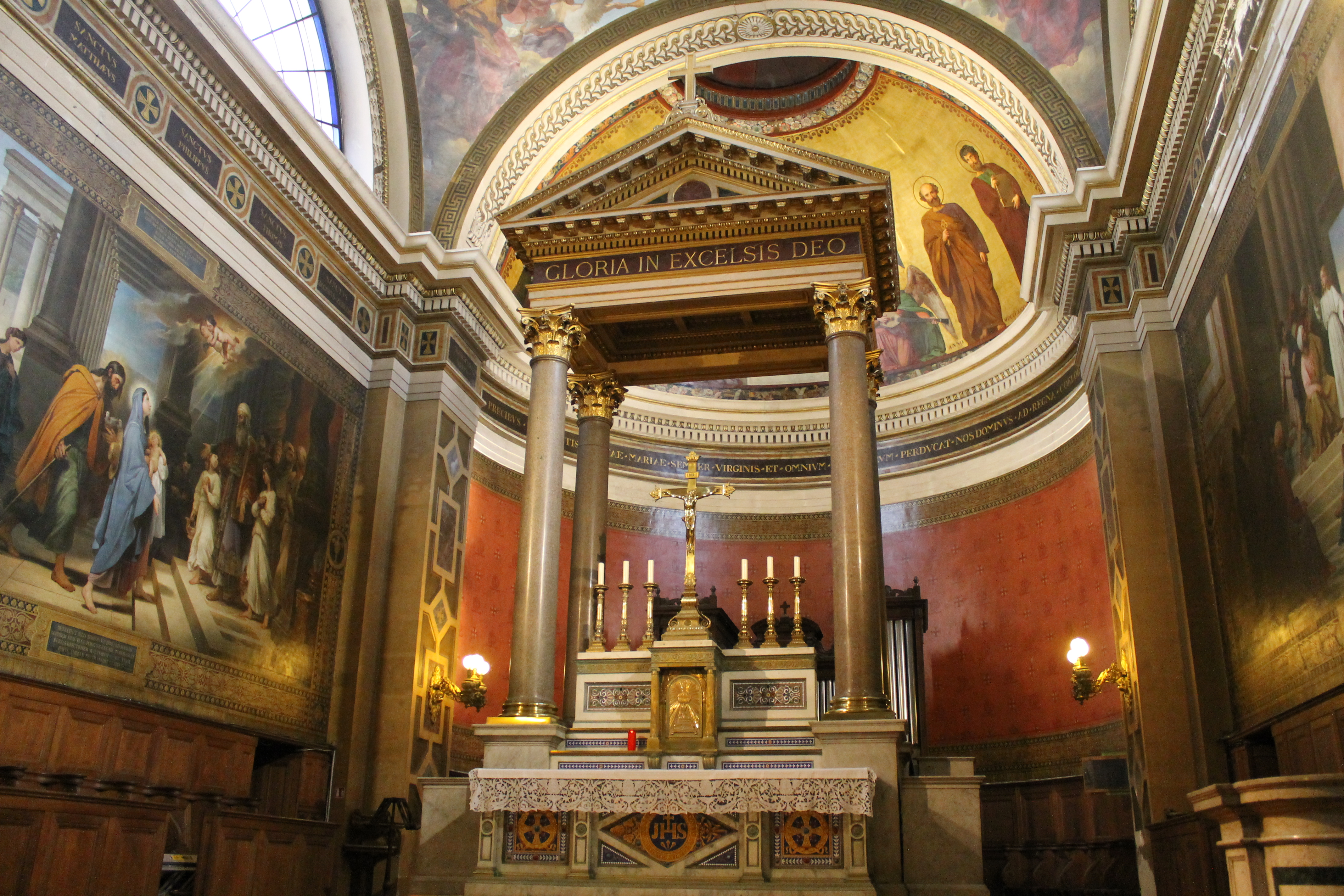
Il coro e l'altare maggiore

L'abside semicircolare è preceduta dal coro, a pianta quadrangolare e coperto da una cupola priva di tamburo e di lanterna; la calotta presenta l'affresco di Pierre Claude François Delorme Assunzione della Vergine e trasporto della Santa Casa a Loreto (1828), e dello stesso autore sono gli Evangelisti raffigurati sui pennacchi. Sulle pareti laterali, al di sopra degli stalli lignei, vi sono due grandi dipinti con la Presentazione di Gesù al tempio di François-Joseph Heim (1826, a sinistra) e Gesù fanciullo che discute con i dottori nel tempio di Michel Martin Drolling (1837, a destra).
L'altare maggiore è situato in una posizione leggermente avanzata rispetto all'arco absidale ed è in marmi policromi. Il paliotto è diviso in tre pannelli dei quali quello centrale contenente il monogramma di Cristo; la trabeazione del tabernacolo è sorretta da due colonnine ioniche in marmo giallo. Il ciborio a doppio spiovente con timpano triangolare, poggia su quattro colonne corinzie lisce in granito di Escosse, dai capitelli dorati, a loro volta collocate al di sopra di alte base quadrangolari in marmo bianco. Alla sua destra si trova il monumentale candelabro del cero pasquale in cartapesta dipinta e dorata (1840 circa), opera della bottega di Joseph Antoine Romagnesi, sulla cui base sono raffigurate le virtù teologali. Nel catino dell'abside, vi è l'affresco dell'Incoronazione della Vergine, di François-Édouard Picot (1835): al centro vi è la Madonna, avvolta in un manto rosso e blu, che siede in trono e tiene in mano uno scettro, ed è incoronata da due angeli; davanti a lei Gesù Bambino in piedi e la colomba dello Spirito Santo, mentre ai suoi lati vi sono quattro santi in posizione eretta, da sinistra a destra San Giovanni Battista, San Paolo, San Pietro e San Matteo.
Nella sacrestia, situata alla sinistra del coro, vi è una vetrata policroma raffigurante l'Assunzione di Maria, realizzata nel 1829 dalla Manufacture nationale de Sèvres in base ad un cartone di Pierre Claude François Delorme.

### Organi a canne

#### Organo maggiore

L'organo maggiore

L'organo maggiore è situato sull'ampia cantoria in controfacciata. Venne costruito da Dominique-Hyacinthe e i suoi figli Vincent e Aristide (opus 4) fra il 1836 e il 1838, e si tratta di una delle prime opere del giovane Aristide (che all'epoca aveva il proprio laboratorio nei pressi della chiesa), la prima in assoluto da lui costruita per la capitale francese; César Franck fu organista titolare di tale strumento dal 1846 al 1856. Lo strumento originario, condizionato dal poco spazio a disposizione, risentì dell'inesperienza dei due fratelli, ma fu anche dotato di alcuni dispositivi innovativi, come la cassa espressiva; non ebbe seguito la proposta avanzata da Aristide decenni dopo, di ricostruirlo. L'organo fu restaurato da Stolz nel 1881 e da Mutin nel 1902; venne pesantemente modificato da Haerpfer-Erman tra il 1975 e il 1978, con la sostituzione della consolle e del sistema trasmissivo, nonché la reintonazione dell'intero strumento in stile neobarocco. Nel 2020-2022 Yves Fossaert ha operato un intervento di profondo restauro dello strumento, ricostruendone parte della trasmissione e la manticeria.
Il materiale fonico è si articola in due corpi: il Positif (primo manuale) è contenuto nella cassa lignea neoclassica visibile dalla navata, la quale sporge oltre la cantoria e il cui prospetto poggia su mensole; il Grand-Orgue (secondo manuale), il Récit expressif (terzo manuale) e il Pédale sono alloggiati in un corpo a sé stante, a ridosso della parete di fondo della cantoria stessa. Al centro di quest'ultima sezione si apre la consolle, a finestra, la quale dispone di tre tastiere di 56 note ciascuna ed una pedaliera di 32, con i registri azionati da pomelli posti su più colonne ai lati dei manuali. Lo strumento è a trasmissione meccanica ed ha 48 registri;

#### Organo del coro
Nell'abside semicircolare, dietro l'altar maggiore, si trova un secondo organo a canne di minori dimensioni, costruito dalla ditta organaria Abbey nel 1887; rimasto integro nelle sue caratteristiche originarie, è stato restaurato nel 1997 da Yves Fossaert. Lo strumento è a trasmissione meccanica ed ha 14 registri; la sua consolle, fissa indipendente, si trova davanti al corpo d'organo ed ha due tastiere e pedaliera; il materiale è interamente alloggiato entro una cassa lignea sobriamente decorata in stile neoclassico.

## Curiosità

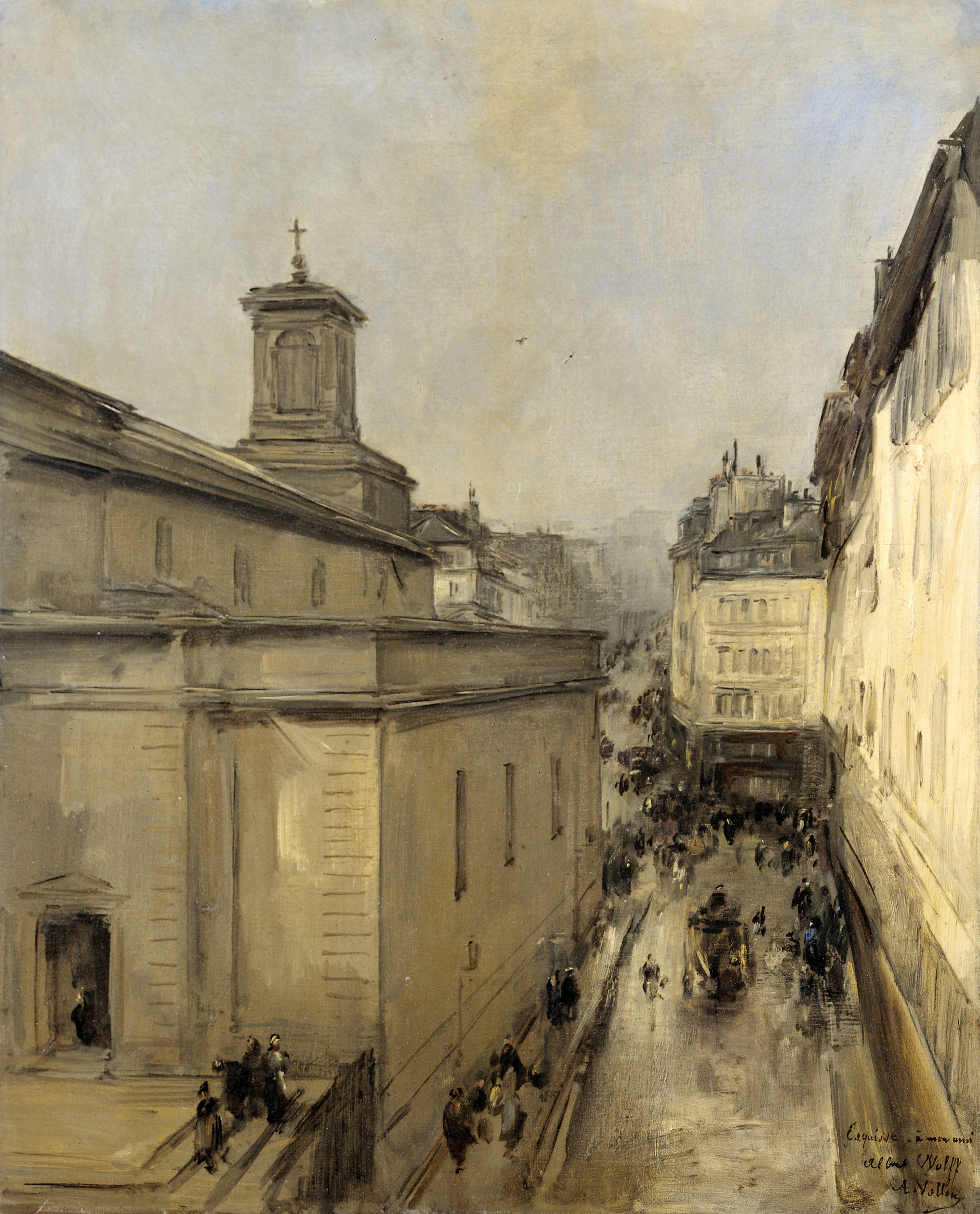
La chiesa e l'adiacente rue Fléchier in un dipiento di Antoine Vollon (tra il 1860 e il 1890 circa)

Il quartiere di Notre-Dame-de-Lorette, dal nome della chiesa omonima, diede origine al termine "lorette", che indicava, tra la fine del 1800 e gli inizi del 1900, una categoria di giovani prostitute che abitavano nella zona ai piedi della collina di Montmartre. Corrado Augias nel suo libro "I segreti di Parigi - Luoghi, storie e personaggi di una capitale, cita lo scrittore Alfred Delvau che, in Les plaisirs de Paris (in italiano: I piaceri di Parigi), evidenzia la differenza tra la "grisette" (noi diremmo "sartina") e la "lorette": 
(Augias 1996, 23-24.)
Augias cita anche Émile Zola, che descrisse l'uscita serale di queste ragazze, quando esse scendevano a frotte verso i grandi boulevard, in cerca di clienti: 

## Galleria d'immagini

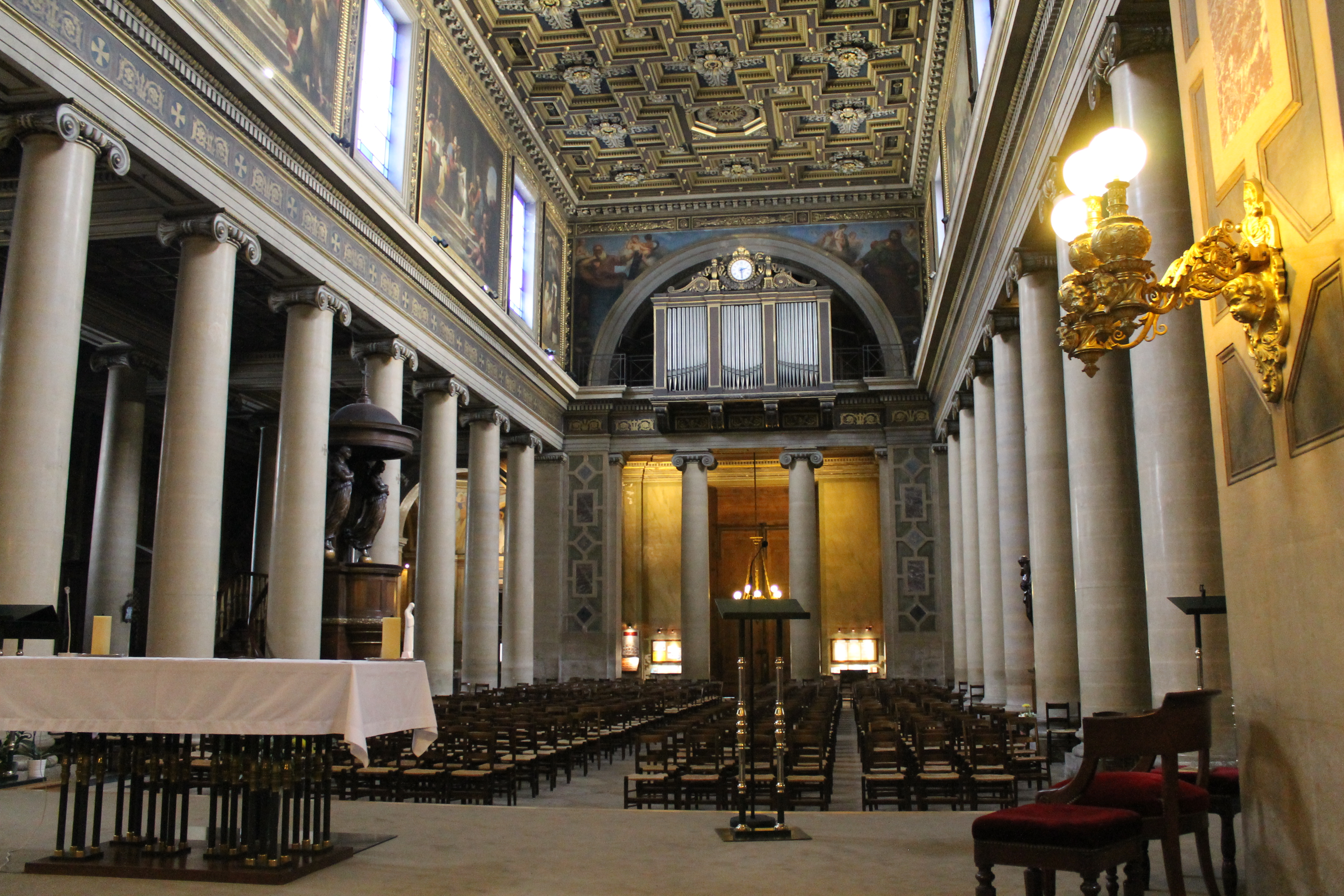
Interno verso la controfacciata
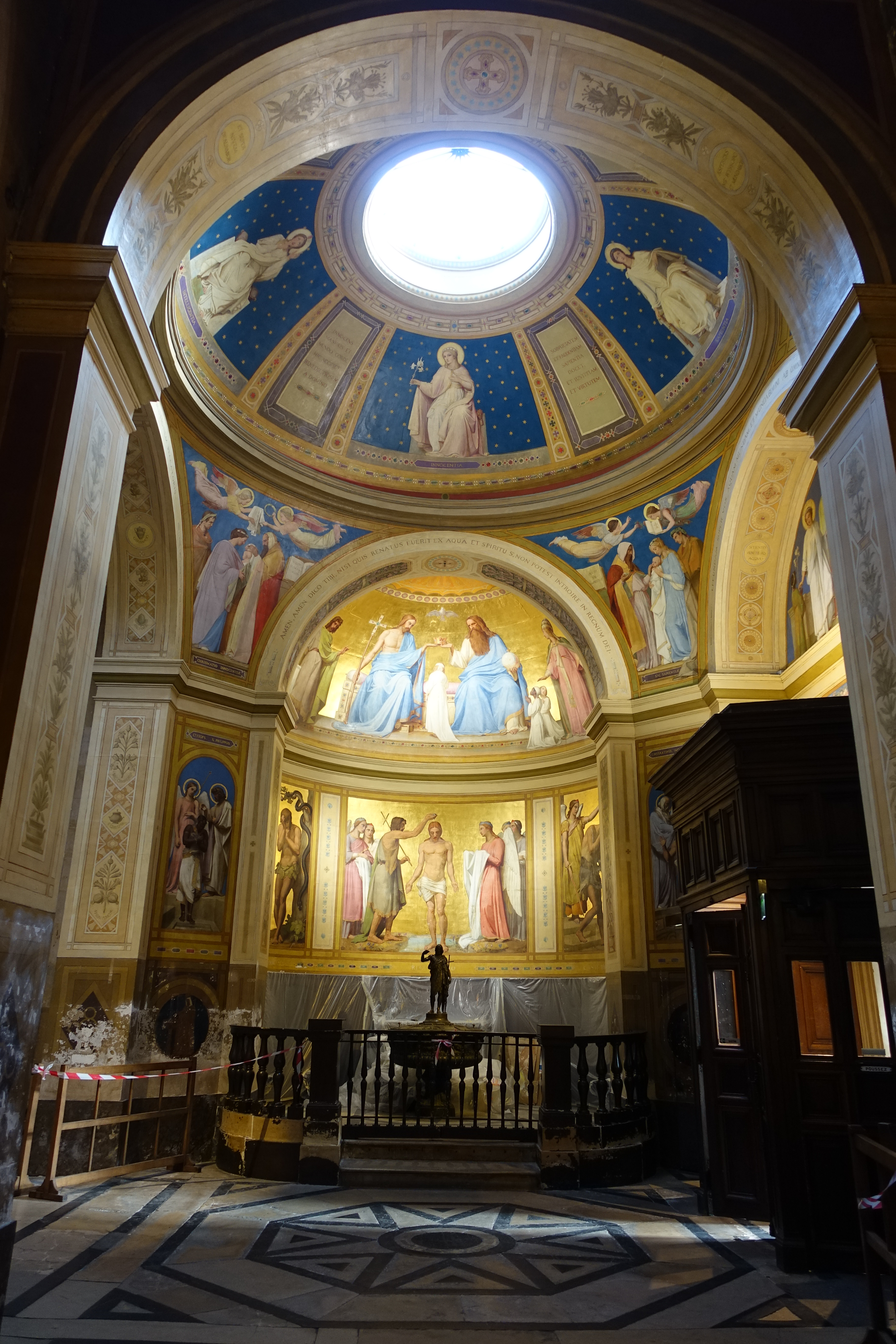
Il battistero
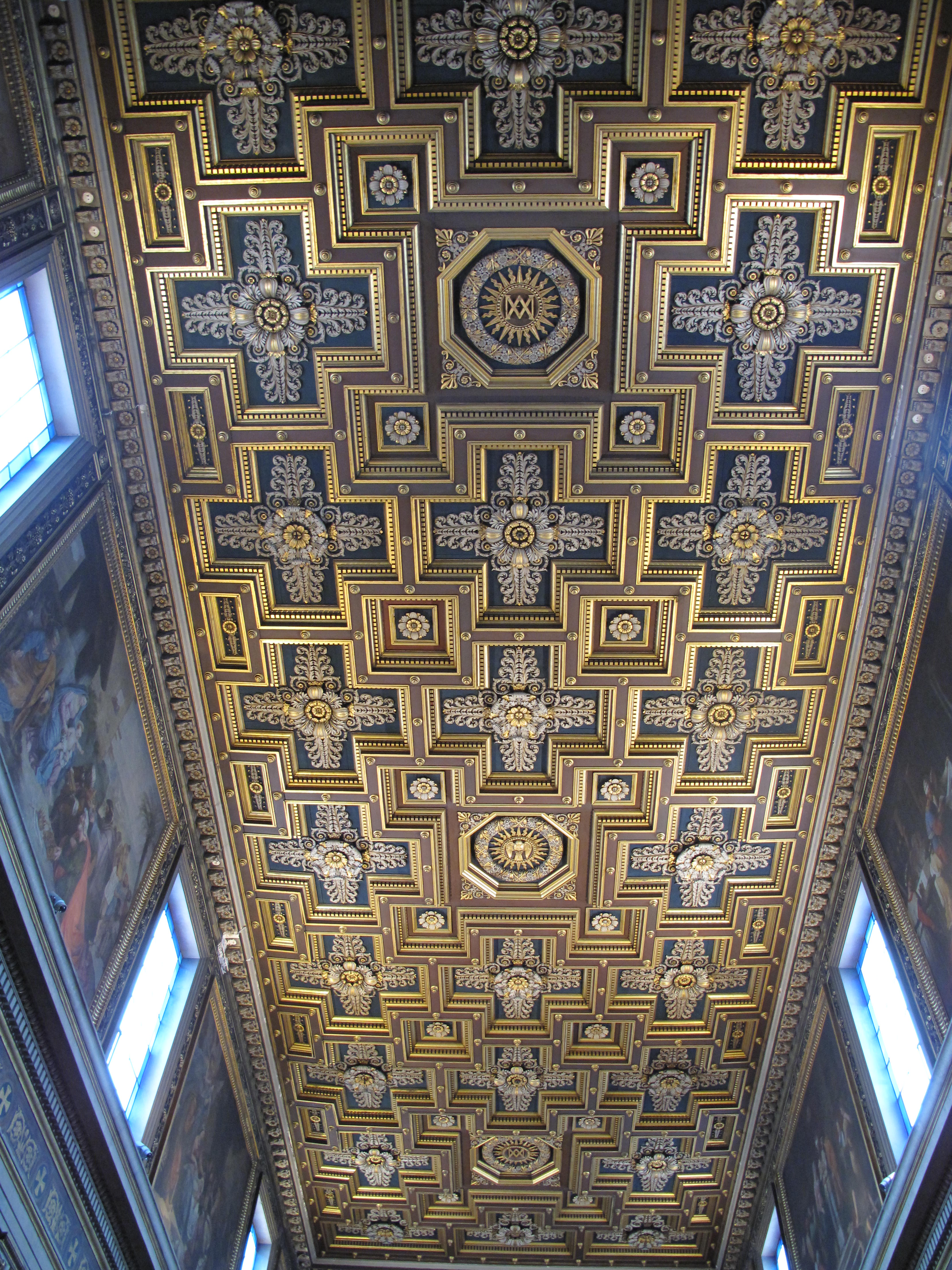
Il soffitto della navata centrale
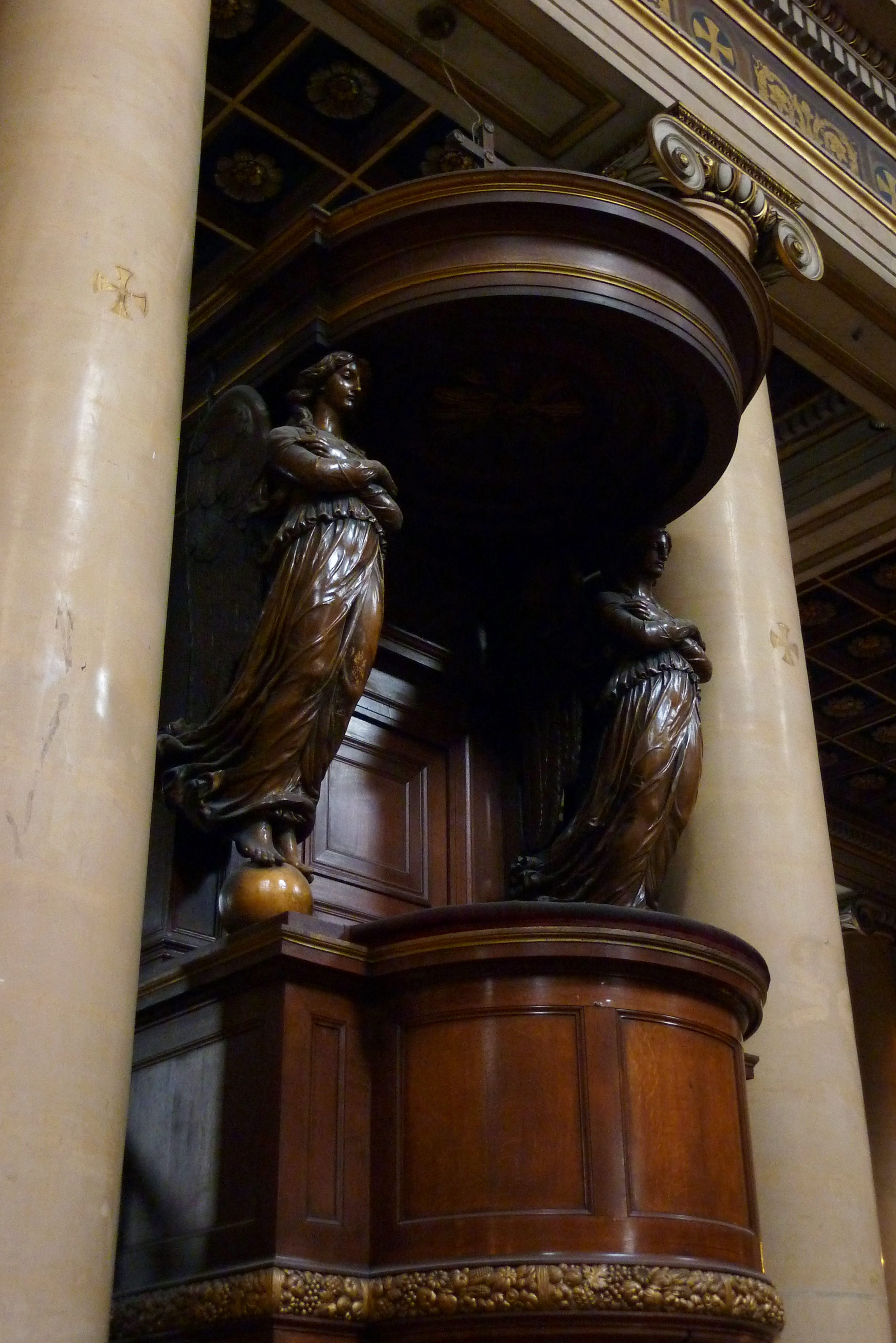
Il pulpito
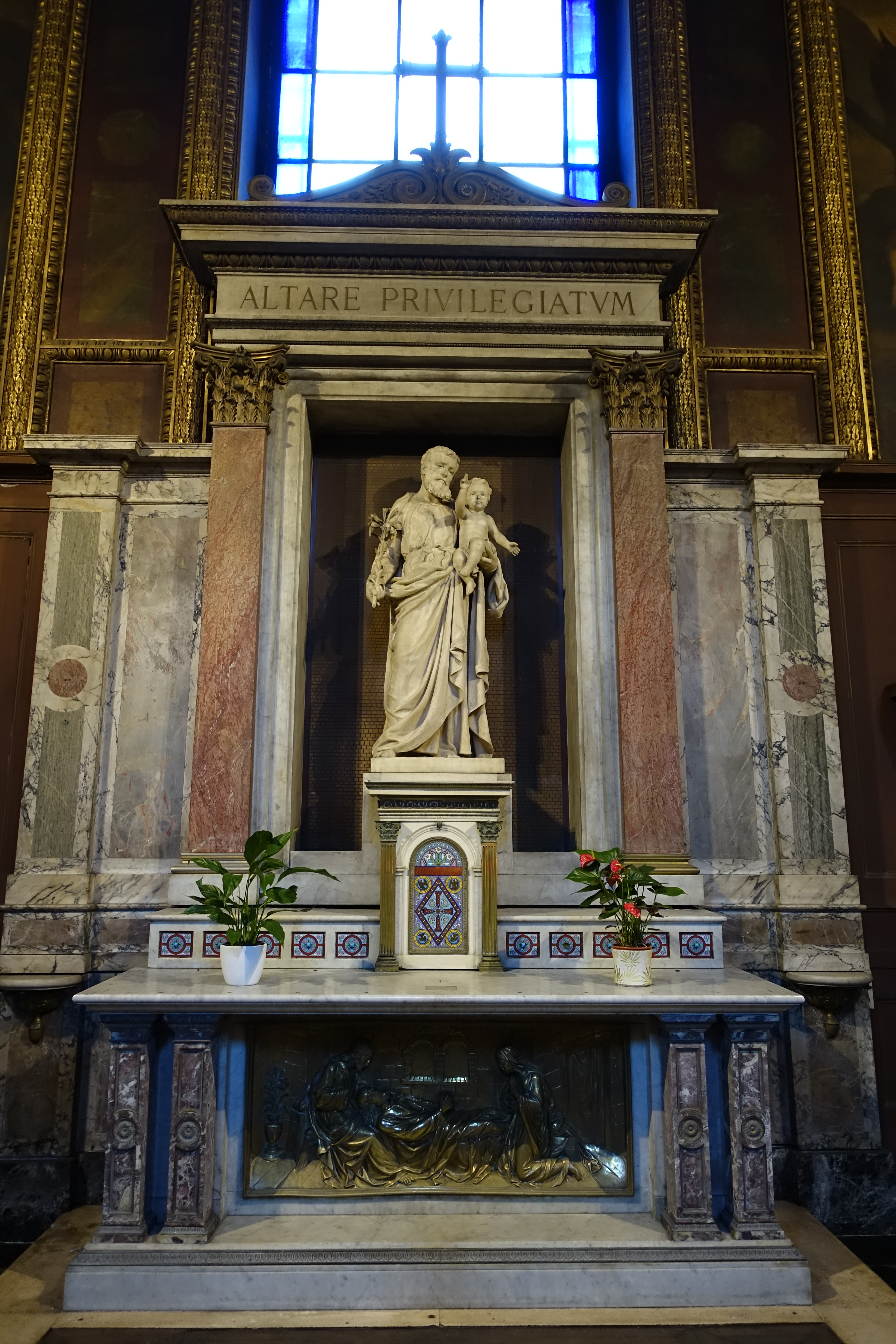
L'altare di San Giuseppe
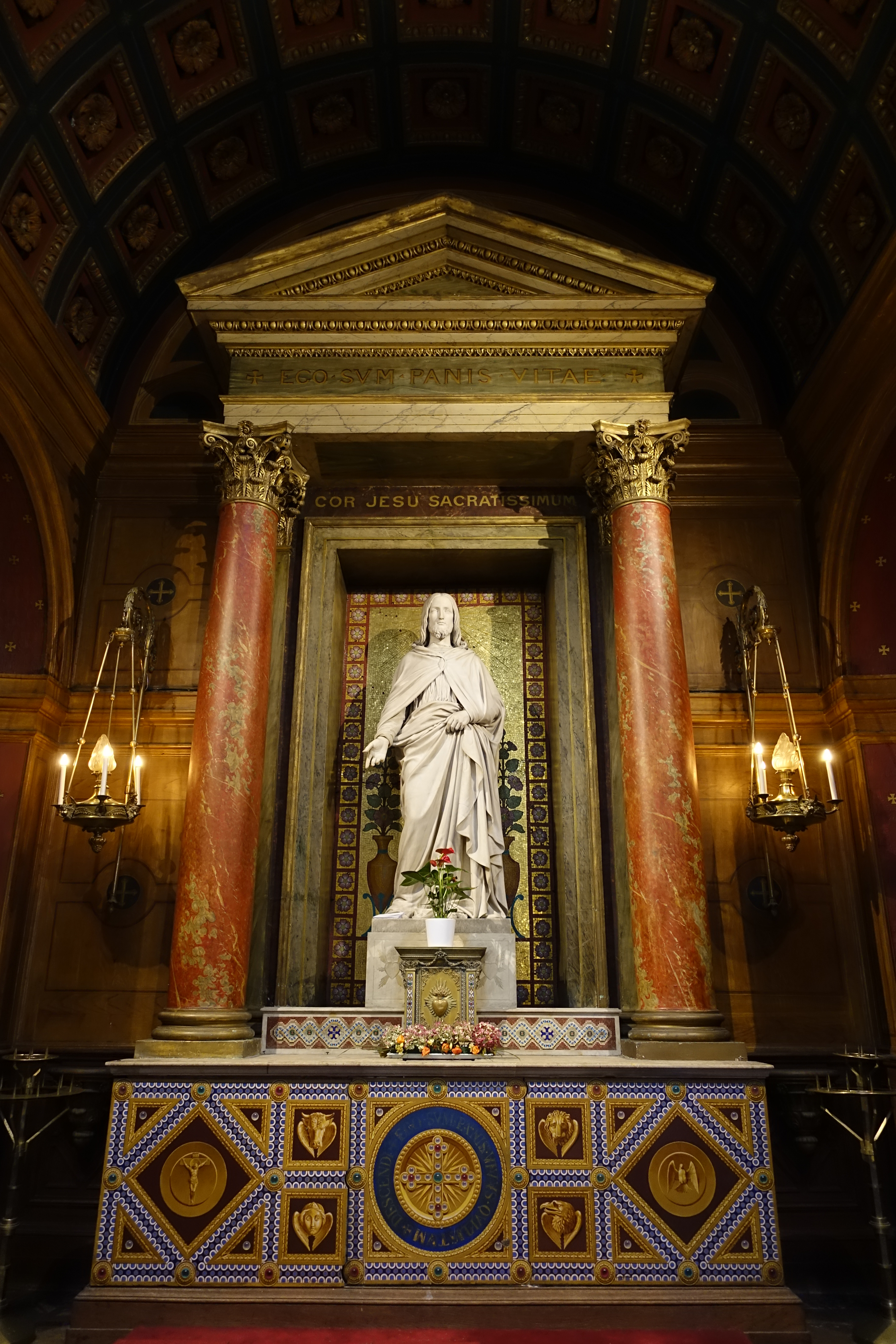
L'altare del Sacro Cuore
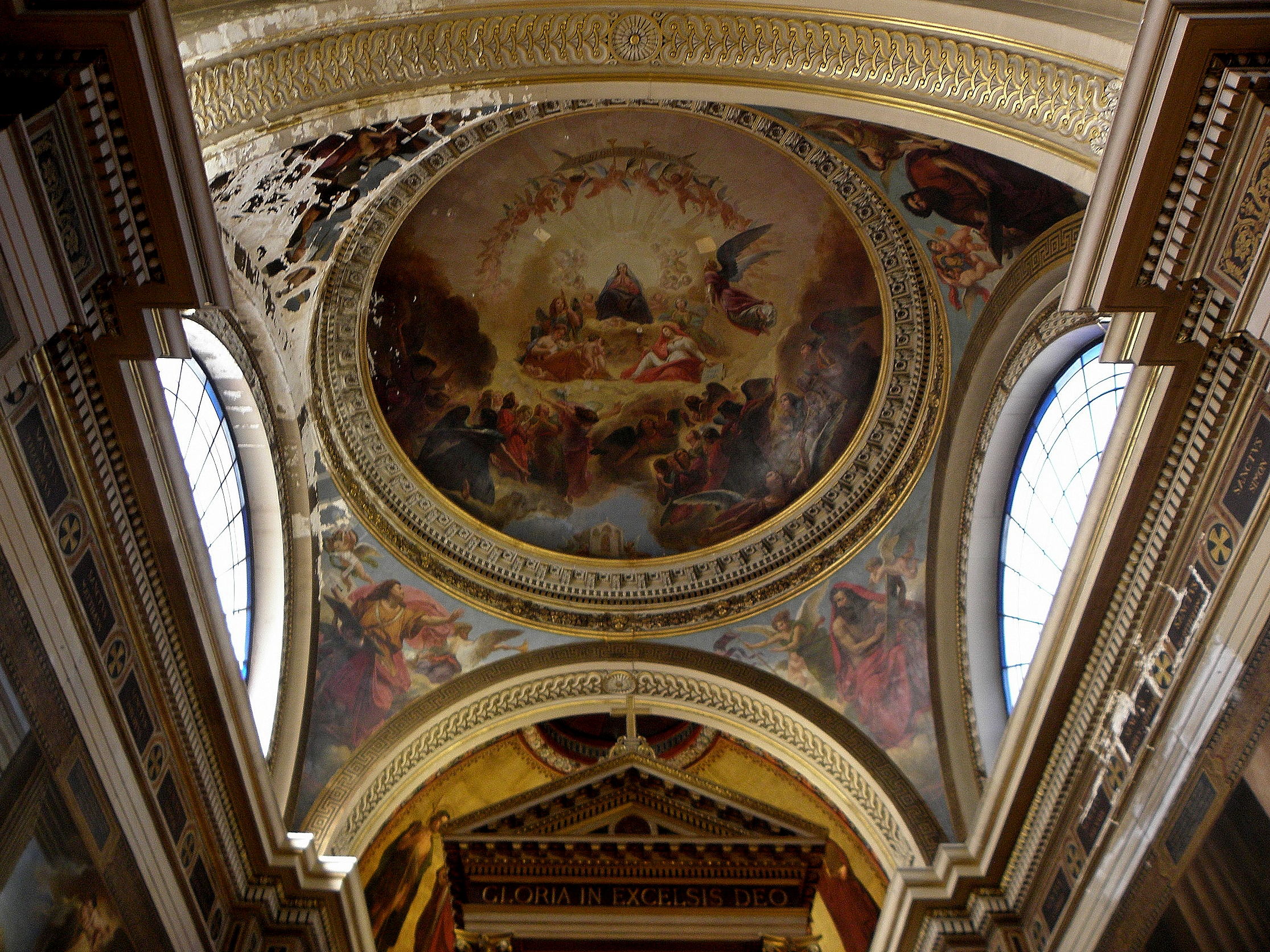
La cupola del coro
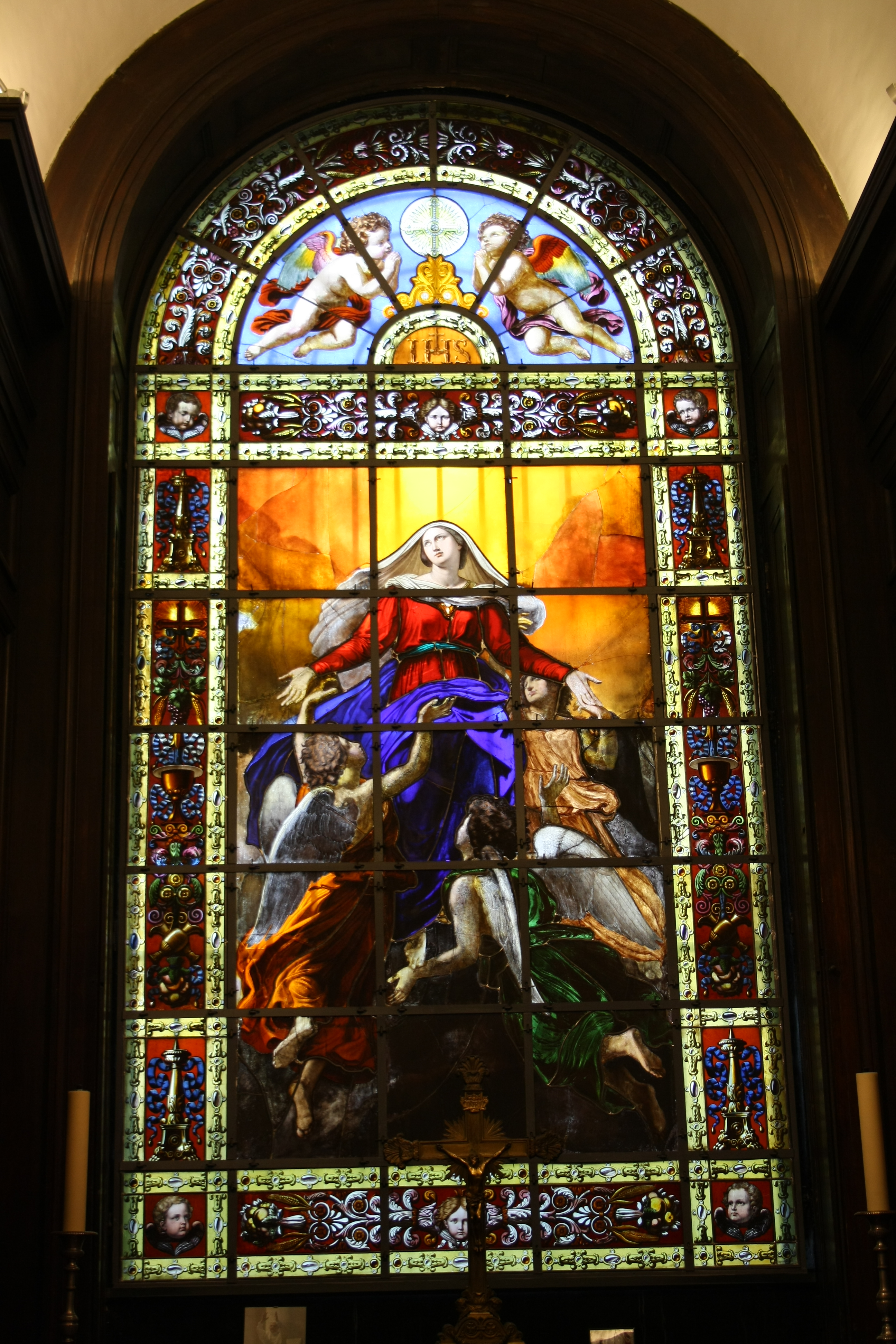
Vetrata con l'Assunzione